# 4990 Trombka
A 4990 Trombka (ideiglenes jelöléssel 1981 ET26) a Naprendszer kisbolygóövében található aszteroida. Schelte J. Bus fedezte fel 1981. március 2-án.